# District spécial (États-Unis)
Aux États-Unis, un district spécial (special district, ou special-purpose district — litt. : « district à but spécial ») est une entité territoriale et administrative, disposant d'une ou plusieurs compétences propres, pour lesquelles il est indépendant des autorités locales avec lesquelles il partage son territoire.
En 2022, le pays comptait 39 555 districts spéciaux.

## Compétences
La ou les compétences accordées à un district spécial peuvent concerner l'entretien des routes, la prévention et la lutte contre l'incendie, la prévention des inondations (reclamation district (en)), les transports en commun (transportation improvement district (en)), la production d'eau potable (fresh water supply district (en)) et le traitement des eaux usées, la production ou la distribution d'électricité, la gestion des hôpitaux, la gestion des jardins publics (park district (en)), etc. Bien que similaires dans leur fonctionnement et recensés ensembles, les districts scolaires ne sont pas considérés comme des districts spéciaux.

## Exemples
- Central Florida Tourism Oversight District, en Floride, gère les terrains de Walt Disney World Resort ;
- Chicago Park District (autres districts spéciaux en Illinois (en)) ;
- New York New Jersey-Port District, dans les États de New York et du New Jersey, périmètre de compétence de la Port Authority of New York and New Jersey ;
- Regional Transportation District, dans la région de Denver (Colorado).